# Útok na Baalbek
Útok na město Baalbek (známý také jako Operace Ostrý a hladký) ležící v údolí Bikáa na území Libanonu se odehrál v noci z 1. srpna na 2. srpna 2006 během druhé libanonské války. Cílem operace izraelských speciálních jednotek bylo zajmout představitele hnutí Hizballáh a získat zpravodajské informace.

## Útok
Skupina zhruba dvou set (podle některých odhadů je toto číslo nadhodnocené) vojáků na palubách helikoptér se k cíli přiblížila letem přes Středozemní moře, kde letka dotankovala. Krátce před samotným vysazením vojáků zaútočilo izraelské vojenské letectvo na cíle v okolí cílové budovy. Vojáci zapojení do operace pocházeli ze dvou izraelských speciálních jednotek – Šaldag (izraelské letectvo) a Sajeret Matkal (Aman – rozvědka izraelské armády).
Cílem útoku byla budova nemocnice Dar al-Hikma. Podle informací rozvědky ji využíval Hizballáh a měli v ní působit i příslušníci íránských revolučních gard. Podle představitelů Hizballáhu padli vojáci do pasti a byli obklíčeni, ale protože všichni izraelští vojáci se bezpečně dostali po splnění mise domů dá se předpokládat, že toto prohlášení se nezakládalo na pravdě.
Příslušníkům Sajeret Matkal se podařilo zajmout několik osob. Mezitím se jednotka Šaldag dostala do přestřelky zhruba tři kilometry od nemocnice, ale neutrpěla žádné ztráty. Celá operace proběhla rychle. Vojáci byli vysazeni 1. srpna ve 22:32 a oblast opustili kolem třetí ráno následujícího dne, takže na místě setrvali jen kolem čtyři a půl hodiny. Kromě zajatých osob s sebou izraelští vojáci odvezli nalezené dokumenty a zbraně.

## Dohra
Izrael tvrdil, že zajaté osoby byly členy libanonského Hizballáhu. Ten ale toto vyjádření dementoval a tvrdil, že jde o nevinné civilisty. Později byly zadržené osoby propuštěny. Podle izraelské armády ztratil Hizballáh v boji 19 mužů, ale ten toto prohlášení také odmítá.